# Nation métisse de la Saskatchewan
 (mai 2017).
Si vous disposez d'ouvrages ou d'articles de référence ou si vous connaissez des sites web de qualité traitant du thème abordé ici, merci de compléter l'article en donnant les références utiles à sa vérifiabilité et en les liant à la section « Notes et références ».
La Nation métisse de la Saskatchewan est une organisation qui représente les quelque 80 000 Métis dans la province de la Saskatchewan, Canada. Elle est affiliée au Ralliement national des Métis.
L'organisation est dirigée par un membre du Conseil provincial métis. Le conseil est composé de 4 membres de l'exécutif, et 12 représentants régionaux. L'organisation a divisé la province en 12 régions, et des membres au sein de chaque région de voter pour leur représentant régional au conseil. Dans les 12 régions existent environ 130 associations locales de Métis, une plus petite structure organisationnelle avec un président élu. Tout ce qui précède se réunissent chaque année avec des représentants de l'organisation des jeunes et des femmes les ministères pour examiner les questions relatives à la Nation Métis de la province. Il y a aussi un président de la Métis Nation - Saskatchewan, qui détient un siège au conseil des gouverneurs du Ralliement national des Métis.

## Lectures
- Barkwell, Lawrence J., Leah Dorion, and Audreen Hourie. Métis legacy Michif culture, heritage, and folkways. Métis legacy series, v. 2. Saskatoon: Gabriel Dumont Institute, 2006.  (ISBN 0-920915-80-9)
- Buckley, Helen, J. E. Michael Kew, and John B. Hawley. The Indians and Metis of Northern Saskatchewan: A Report on Economic and Social Development. Saskatoon: Centre for Community Studies, 1963.
- Cass-Beggs, Barbara. Seven Métis Songs of Saskatchewan With an Introd. on the Historical Background of the Métis. Don Mills, Ont: BMI Canada, 1967.
- MacDougall, Brenda. 2006. "Wahkootowin: Family and Cultural Identity in Northwestern Saskatchewan Metis". The Canadian Historical Review. 87, no. 3: 431-462.
- Métis Electoral Consultation Panel (Sask.). Métis Governance in Saskatchewan for the 21st Century Views and Visions of the Métis People: a Report. Saskatchewan: Métis Electoral Consultation Panel, 2005.
- Métis Justice Review Committee (Canada), and Patricia Linn. Report of the Saskatchewan Metis Justice Review Committee. Regina: The Committee, 1992.
- Poelzer, Dolores T., and Irene Poelzer. In Our Own Words: Northern Saskatchewan Metis Women Speak Out. Saskatoon, Sask: Lindenblatt & Hamonic, 1986.  (ISBN 0-921505-00-0)
- Poitras, Lisa Michelle. Coming Full Circle: A History of Twentieth Century Metis Political Organizations in Saskatchewan. Regina?: s.n.], 1992.
- Saskatchewan. The Government of Saskatchewan Guidelines for Consultation with First Nations and Métis People: A Guide for Decision Makers. Regina: Govt. of Saskatchewan, 2006.
- Senior Citizens' Provincial Council of Saskatchewan. A Study of the Unmet Needs of Off-Reserve Indian and Metis Elderly in Saskatchewan. Regina: The Council, 1988.